# Suursuo (sumpmark i Kymmenedalen)
Suursuo är en sumpmark i Finland. Den ligger i Itis i landskapet Kymmenedalen, i den södra delen av landet, 110 km nordost om huvudstaden Helsingfors.